# Monológ
A monológ (görögül: μονόλογος, μόνος monosz ’egyedül, magányban’ és λόγος logosz ’beszéd’) vagy magánbeszéd a drámai műben olyan egyszemélyes jelenet, melyben a szereplő megosztja a közönséggel lelki vívódását vagy tájékoztatja azt a cselekmény egyes körülményeiről.

## A monológ és a monodráma
A monológ csupán egy eleme a drámának, szemben a monodrámával, az utóbbiban ugyanis a hős sorsát meghatározó külső-belső mozgások, konfliktusok egésze alakítja a művet.

## Története
A monológ több ezer éves drámai hagyomány. Azt célozza, hogy a dráma  szereplője feltárhassa a közönség előtt azokat a gondolatait, amelyeket a dráma többi szereplőivel nem akar vagy nem tud megosztani.
A legegyszerűbb monológokat Plautusnál találjuk: a szereplő közvetlenül a közönséghez szól, olykor egy másik szereplő ki is hallgatja. A francia klasszikus íróknál a szereplő habozik, mérlegel és az egymásnak ellentmondó szempontjait sorolja monológjaiban.
Még kifinomultabb fajtája a monológnak, amely a szereplő számára már nem pusztán logikai érvelését, hanem lelki, pszichikai vívódását is ábrázolja. Ilyen például Hamlet monológja Shakespeare drámájában.

## Nevezetes monológok
- Shakespeare: Hamlet, dán királyfi – Hamlet monológja
- Edmond Rostand: Cyrano de Bergerac - Orr monológ
- Molière: A fösvény – Harpagon
- Vörösmarty Mihály: Csongor és Tünde - Éj monológja
- Molnár Ferenc: Az üvegcipő - Irma monológja
- Tennessee Williams: A vágy villamosa - Blanche monológja